# Gravel (jeu vidéo)
Pour les articles homonymes, voir Gravel.
Gravel est un jeu vidéo de course automobile développé et édité par Milestone, sorti le 27 février 2018 sur Windows, PlayStation 4 et Xbox One.

## Système de jeu
Gravel est un jeu de course qui se déroule dans un monde ouvert présentant un cycle jour/nuit et une météo dynamique. Le joueur est amené à conduire un véhicule tout-terrain à travers des forêts, des montagnes enneigées ou encore des déserts lors de phases d'exploration ou de compétition.

## Développement
Gravel est développé par le studio italien de développement Milestone.
Le jeu est développé avec le moteur Unreal Engine 4.